# Koldpresning
Koldpresning betegner en speciel presningsmetode, hvor et plastmateriale indesluttet i et hulrum bliver formet under tryk ved stuetemperatur og senere varmebehandlet.
Koldpresning af rapsfrø kræver ikke særlig megen energi, og fremstillingen kan ske på et enkelt og billigt anlæg. Den koldpressede rapsolie er spiselig og kan anvendes i en moderne dieselmotor. Desuden kan rapsolien anvendes til CO2-neutral opvarmning af boliger, og rapskagen kan anvendes til foder, såvel som til afbrænding i stokerfyr.